# Gare de Mikawashima
La gare de Mikawashima (三河島駅, Mikawashima-eki) est une gare ferroviaire japonaise située dans l'arrondissement d'Arakawa à Tokyo. Elle est gérée par la East Japan Railway Company (JR East).

## Situation ferroviaire
La gare de Mikawashima est située au point kilométrique (PK) 1,2 de la ligne Jōban.

## Histoire
La gare a été inaugurée le 1er avril 1905.
Le 3 mai 1962, un train de marchandise et 2 trains de passagers entrent en collision et déraillent près de la gare.

## Service des voyageurs

### Accueil
La gare dispose d'un bâtiment voyageurs, avec guichet, ouvert tous les jours.

### Desserte
- Ligne Jōban (rapid) :
  - voie 1 : direction Nippori, Ueno (interconnexion avec la ligne Ueno-Tokyo pour Tokyo et Shinagawa)
  - voie 2 : direction Toride